# L'Aveissanet
Laveissenet és un municipi francès, situat al departament de Cantal i a la regió d'Alvèrnia-Roine-Alps.